# Île de la Pape
L'île de la Pape est une île du Rhône située sur le Vieux Rhône au nord-est de Lyon, entre les communes de Villeurbanne, Rillieux-la-Pape et Vaulx-en-Velin.
Sa superficie est de 296 hectares et son accès restreint. L'île fait partie de la ZNIEFF du Bassin de Miribel-Jonage, et les seuls aménagements qui y existent sont destinés à capter l'eau de la nappe souterraine. L'eau captée à Lyon provient ainsi en grande partie de la nappe alluviale située sous cette île.